# ChipTest
ChipTest fou un ordinador que jugava als escacs, creat el 1985 per Feng-hsiung Hsu, Thomas Anantharaman i Murray Campbell a la Carnegie Mellon University. Fou predecessor de Deep Thought, que al seu torn evolucionà fins a Deep Blue.
ChipTest estava basat en un xip generador de moviments amb tecnologia de circuit integrat a molt gran escala (VLSI) desenvolupat per en Hsu. ChipTest era controlat per una estació de treball Sun-3/160 i era capaç de calcular aproximadament 50.000 moviments per segon. L'agost de 1987 ChipTest fou revisat i reanomenat a ChipTest-M, amb la M significant microcodi. La nova versió havia eliminat alguns errors de ChipTest, i era deu cops més veloç, calculant 500.000 moviments per segon, corrent sobre una estació de treball Sun-4. ChipTest-M va guanyar el North American Computer Chess Championship 1987.
Deep Thought 0.01 es va crear el maig de 1988 i la versió 0.02 el novembre del mateix any. Aquesta nova versió tenia dos processadors especialitzats d'escacs, i era capaç de buscar 720.000 moviments per segon. Sense el "0.02" en el nom, Deep Thought va guanyar el Campionat del món d'escacs per ordinadors el 1989, amb un resultat perfecte de 5-0.